# 타향살이
타향살이는 한국에서 제작된 한홍열 감독의 1959년 영화이다. 이민 등이 주연으로 출연하였고 김동식 등이 제작에 참여하였다.

## 출연

### 주연
- 이민
- 이경희
- 황해

## 제작진
- 조명: 김성춘
- 녹음: 조종국
- 미술: 백남준